# Banque de l'Amérique du Nord
La Banque de l'Amérique du Nord (en anglais : Bank of North America) fut fondée le 31 décembre 1781 par le Congrès de la Confédération et ouverte le 7 janvier 1782. Elle fut la première banque moderne des États-Unis et précéda la First Bank of the United States.

## Histoire
La nécessité d'une banque pour les États-Unis fut d'abord soulevée par Thomas Paine dès 1780. Le projet fut mis au point par Alexander Hamilton et approuvé par le Congrès en 1781. Elle fut organisée par Robert Morris, le superintendant des finances. En 1784, les États de New York et du Massachusetts se dotèrent également d'une banque.
Sa première mission fut de trouver une solution de sauvetage pour les finances publiques, affaiblies à la suite de la crise du Continental currency dollar.
Dans la tourmente économique qui a suivi la guerre d'indépendance, la rigueur de la banque dans le recouvrement des dettes a suscité l'opposition des résidents de Pennsylvanie, qui ont demandé à l'Assemblée générale de révoquer la charte d'État qui lui avait été accordée en 1782. Cela a été fait en 1785, bien que la banque ait continué à fonctionner. avec difficulté en vertu de sa charte du Congrès, puis en vertu d'une charte du Delaware. 
L'année suivante, l'Assemblée a accordé une nouvelle charte avec plusieurs restrictions, notamment qu'elle ne pouvait faire le commerce d'aucune marchandise autre que les lingots.